# Harmen Steenwijck

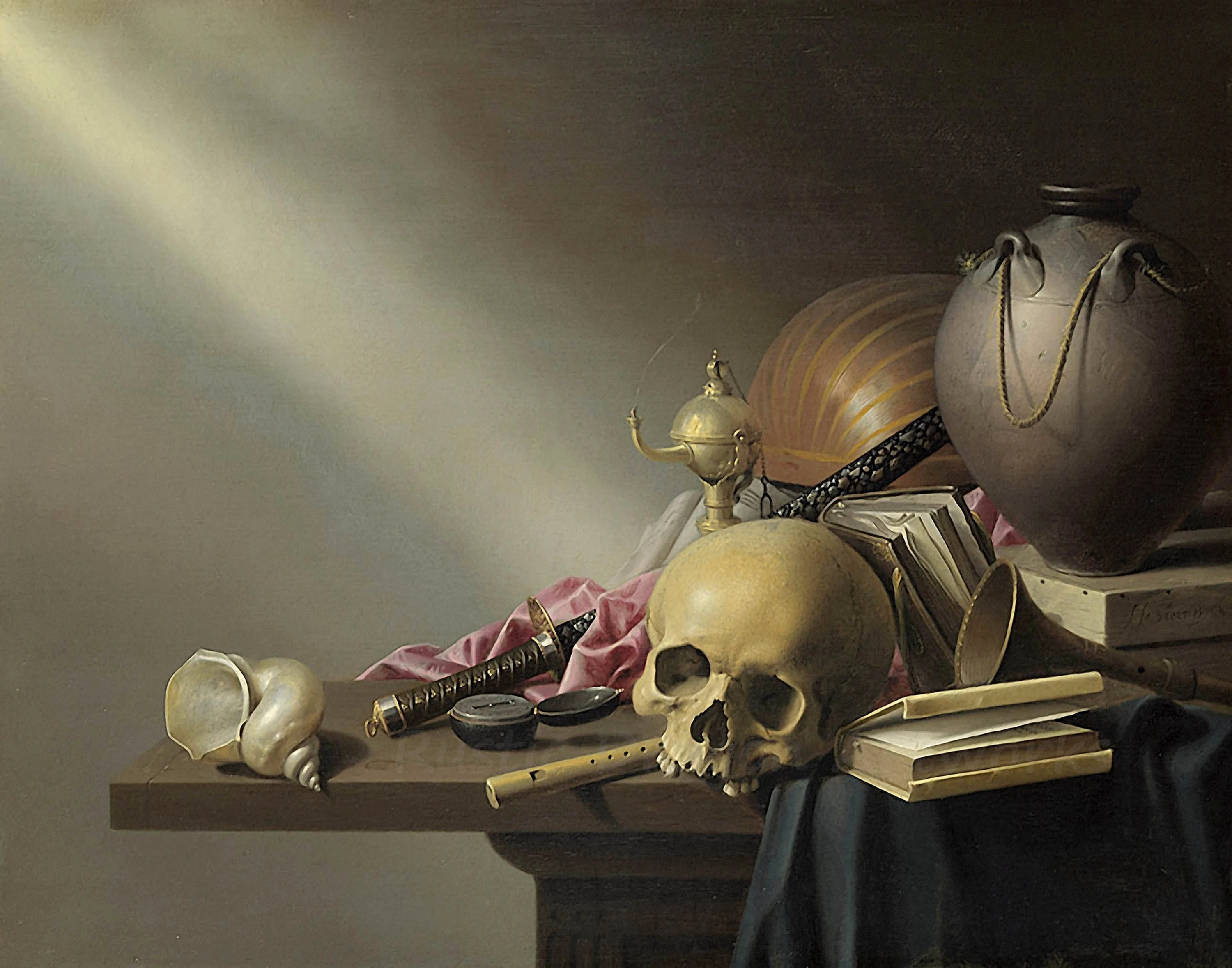
Vanitasstilleven, ca. 1640, National Gallery, Londen

Harmen Steenwijck (Delft, ca. 1612 - Leiden, in of na 1656) was een Nederlands kunstschilder uit de periode van de Gouden Eeuw. Hij vervaardigde enkele genrestukken, maar legde zich voornamelijk toe op stillevens, waaronder een aantal vanitasstillevens, maar ook stillevens in lichte, verzadigde kleuren met vruchten, vis, keuken- en jachtelementen.
De geboorte- en overlijdensdata van de schilder zijn niet met zekerheid bekend. Zijn vader was Evert Harmensz, een Delfts brillenmaker die oorspronkelijk uit Steenwijk kwam. Hij was een broer van Pieter Steenwijck, eveneens stillevenschilder.  
Harmen ging in 1628 naar Leiden in de leer bij zijn oom David Bailly. Mogelijk bleef hij daar 5 jaar. Hij werd in 1636 lid van het Delftse Sint-Lucasgilde. 
In een getuigenis uit 1637 wordt hij een schutter in de Delftse burgerwacht genoemd. Ook in 1644 getuigt een document van zijn aanwezigheid in Delft.
In de periode 1654 reisde hij aan boord van een koopvaardijschip naar Oost-Indië, en kwam het volgende jaar terug. 6 januari 1656 bevestigt een document voor de laatste keer dat hij in Delft aanwezig is. 
- Bibliothèque nationale de France: cb149664331 (data)
- Biografisch Portaal: 39410088
- Gemeinsame Normdatei: 118999575
- International Standard Name Identifier: 0000 0001 1188 3118
- Library of Congress Control Number: n88155498
- Nederlandse Thesaurus van Auteursnamen: 081840217
- RKD-Nederlands Instituut voor Kunstgeschiedenis: 74868
- Union List of Artist Names: 500017389
- Virtual International Authority File: 4027093
- WorldCat: E39PBJm4Qw77mHWc8jFk3yH3cP